# Llibre vermell del Kazakhstan
El Llibre vermell del Kazakhstan és una llista vermella comentada que inclou els animals, plantes i fongs en perill d'extinció al Kazakhstan. Disposa de 3 edicions, la darrera de les quals va ser el 1999.
L'edició actual inclou:
- 128 espècies i subespècies de vertebrats
  - 18 de peixos i ciclòstoms
  - 3 d'amfibis
  - 10 de rèptils
  - 57 d'ocells
  - 40 de mamífers

## Vegeutambé
- Llista de llibres vermells del Kazakhstan